# ISO 3166-2:HT
ISO 3166-2:HT — стандарт Международной организации по стандартизации, который определяет геокоды. Является подмножеством стандарта ISO 3166-2, относящимся к Гаити.
Стандарт охватывает 10 департаментов Гаити. Каждый геокод состоит из двух частей: кода Alpha2 по стандарту ISO 3166-1 для Гаити — HT и дополнительного кода, записанных через дефис. Дополнительный код департаментов образован созвучно: названию, аббревиатуре названия департамента. Геокоды департаментов Гаити являются подмножеством кодов домена верхнего уровня — HT, присвоенного Гаити в соответствии со стандартами ISO 3166-1.

## Геокоды Гаити
Геокоды 10 департаментов административно-территориального деления Гаити.
| Геокод | Административная единица | Статус      |
| ------ | ------------------------ | ----------- |
| HT-AR  | Артибонит                | департамент |
| HT-CE  | Центральный              | департамент |
| HT-GA  | Гранд-Анс                | департамент |
| HT-NI  | Нип                      | департамент |
| HT-ND  | Северный                 | департамент |
| HT-NE  | Северо-Восточный         | департамент |
| HT-NO  | Северо-Западный          | департамент |
| HT-OU  | Западный                 | департамент |
| HT-SD  | Южный                    | департамент |
| HT-SE  | Юго-Восточный            | департамент |

## Геокоды пограничных Гаити государств
- Ямайка — ISO 3166-2:JM (на востоке),
- Куба — ISO 3166-2:CU (на севере),
- Доминиканская Республика — ISO 3166-2:DO (на востоке).